# Répartition géographique du russe

Russophones dans le monde entier

Un russophone est un locuteur de langue russe. Le nombre de russophones dans le monde est estimé à 280 millions.
La Russie est le plus grand des pays russophones mais de nombreuses anciennes républiques soviétiques abritent un grand nombre de russophones, d'origine russe ou non : la Biélorussie, l'Ukraine, la Moldavie, les pays baltes, le Kazakhstan, ainsi que les ex-républiques soviétiques d'Asie centrale, où le russe est resté langue véhiculaire de facto.
Certaines sources recensent comme seuls « russophones » les communautés minoritaires russes des pays ayant fait partie de l'URSS, alors que les populations autochtones de ces pays sont souvent partiellement russophones sans être de souche russe.
Du fait de l'immigration, Israël, l'Allemagne et le Canada comptent aussi d'importantes communautés de langue russe. Il en va de même aux États-Unis, notamment à New York ou encore en Alaska, où la communauté des « vieux-croyants » (orthodoxes très attachés à la tradition), persécutée par le régime tsariste puis le régime soviétique, a trouvé refuge et vit en vase clos.